# Ade (Schauspieler)
Ade (* 1970 in Crouch End, London) ist ein britischer Schauspieler.
Erste Bekanntheit erlangte er durch seine Rolle als Tyrone in Snatch. 2006 spielte er die Rolle des Infante in Casino Royale.

## Filmografie (Auswahl)
- 2000: Snatch
- 2001: The 51st State
- 2004: Keen Eddie
- 2006: James Bond 007: Casino Royale
- 2007: Sugarhouse
- 2008: Filth and Wisdom
- 2009: Fetch